# Parc del Port Olímpic
El Parc del Port Olímpic està situat a la Vila Olímpica del Poblenou de Barcelona, al costat del Port Olímpic. Va ser creat el 1992 segons un disseny de l'equip MBM Arquitectes.

## Història

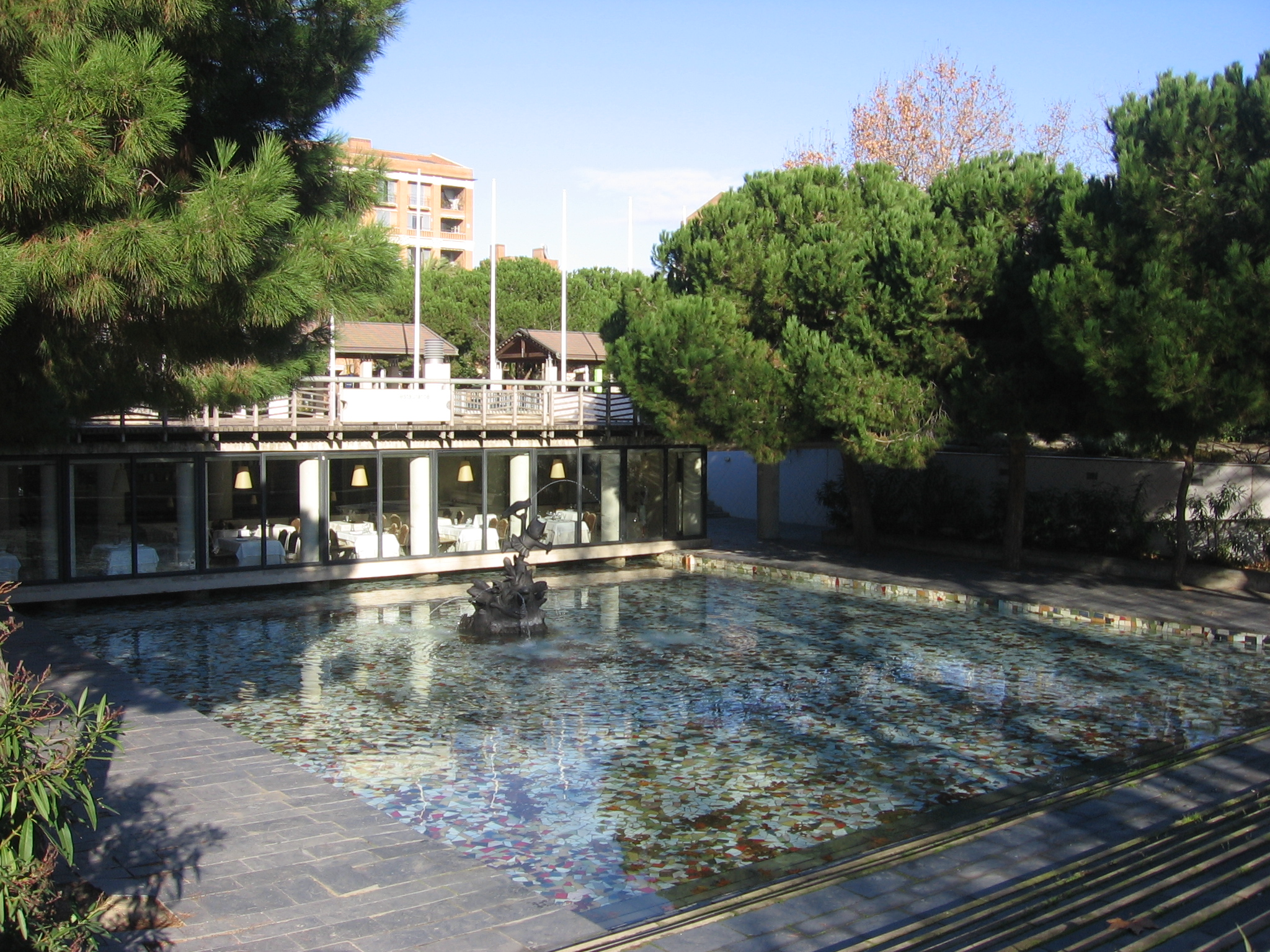
Estany del Cobi

Aquest parc procedeix de la renovació urbanística realitzada a la façana litoral amb motiu dels Jocs Olímpics de 1992, en uns terrenys anteriorment d'ús industrial, on també es van crear els parcs de Carles I, de la Nova Icària, de les Cascades i del Poblenou.

## Descripció
El traçat del parc és eminentment urbà, situat en un rectangle de forma irregular. A la seva entrada per la Plaça dels Voluntaris se situa l'escultura Marc (1997), de Robert Llimós. S'obre a continuació un llarg passeig de sauló vorejat per les astes que van sostenir les banderes de tots els països participants en els Jocs Olímpics. Al seu costat hi ha uns portals a manera de pèrgola amb tests de terracota i àrees de jocs infantils. Posteriorment se situa una zona de gespa, on es troba el monument a la Commemoració de la inauguració de la Vila Olímpica, compost d'una placa recordatòria i dues planxes d'acer amb forma de veles de vaixell. Al seu costat hi ha un restaurant amb un estany que allotja una escultura de Cobi, la mascota dels Jocs Olímpics, dissenyada per Javier Mariscal. És aquesta la zona amb més vegetació, on destaquen uns garrofers trasplantats d'un garroferar tarragoní, així com un llarg banc de trencadís de formes ondulants.
Entre les espècies presents es troben: el garrofer (Ceratonia siliqua), el pi blanc (Pinus halepensis), el pi pinyoner (Pinus pinea), la bellaombra (Phytolacca dioica), la tipuana (Tipuana tipu), el plàtan (Platanus x hispanica), la palmera datilera (Phoenix dactylifera), la palmera canària (Phoenix canariensis), el margalló (Chamaerops humilis), el pitòspor (Pittosporum tobira), la abèlia (Abelia floribunda) i l'aladre (Nerium oleander).